# Gråbröstad sabelvinge
Gråbröstad sabelvinge (Campylopterus largipennis) är en fågel i familjen kolibrier.

## Utseende
Gråbröstad sabelvinge är en stor kolibri med grå undersida och gnistrande grön ovansida. På den stora och mörka stjärten syns vita spetsar och bakom ögat en vit fläck. Näbben är rätt kraftig och något böjd.

## Utbredning och systematik
Gråbröstad sabelvinge förekommer i Amazonområdet i Sydamerika. Den delas numera vanligen in i två underarter med följande utbredning:
- Campylopterus largipennis largipennis – förekommer i östra Venezuela, Guyana och Rio Negro regionen i nordvästra Brasilien
- Campylopterus largipennis obscurus (inklusive aequatorialis[4]) – förekommer i östra Colombia söderut till norra Bolivia och österut mestadels söder om Amazonfloden till östra Amazonområdet i Brasilien (östra Pará och Maranhão)

Både karstsabelvinge (Campylopterus calcirupicola) och diamantinasabelvinge (Campylopterus diamantinensis) behandlades tidigare som underart till gråbröstad sabelvinge.

## Levnadssätt
Gråbröstad sabelvinge hittas mestadels i skogsöppningar och andra halvöppna miljöer, även trädgårdar. Den födosöker lågt till medelhögt.

## Status och hot
Arten har ett stort utbredningsområde, men tros minska i antal, dock inte tillräckligt kraftigt för att den ska betraktas som hotad. Internationella naturvårdsunionen IUCN listar arten som livskraftig (LC). Beståndet uppskattas till i storleksordningen tre till 13 miljoner vuxna individer.

## Galleri

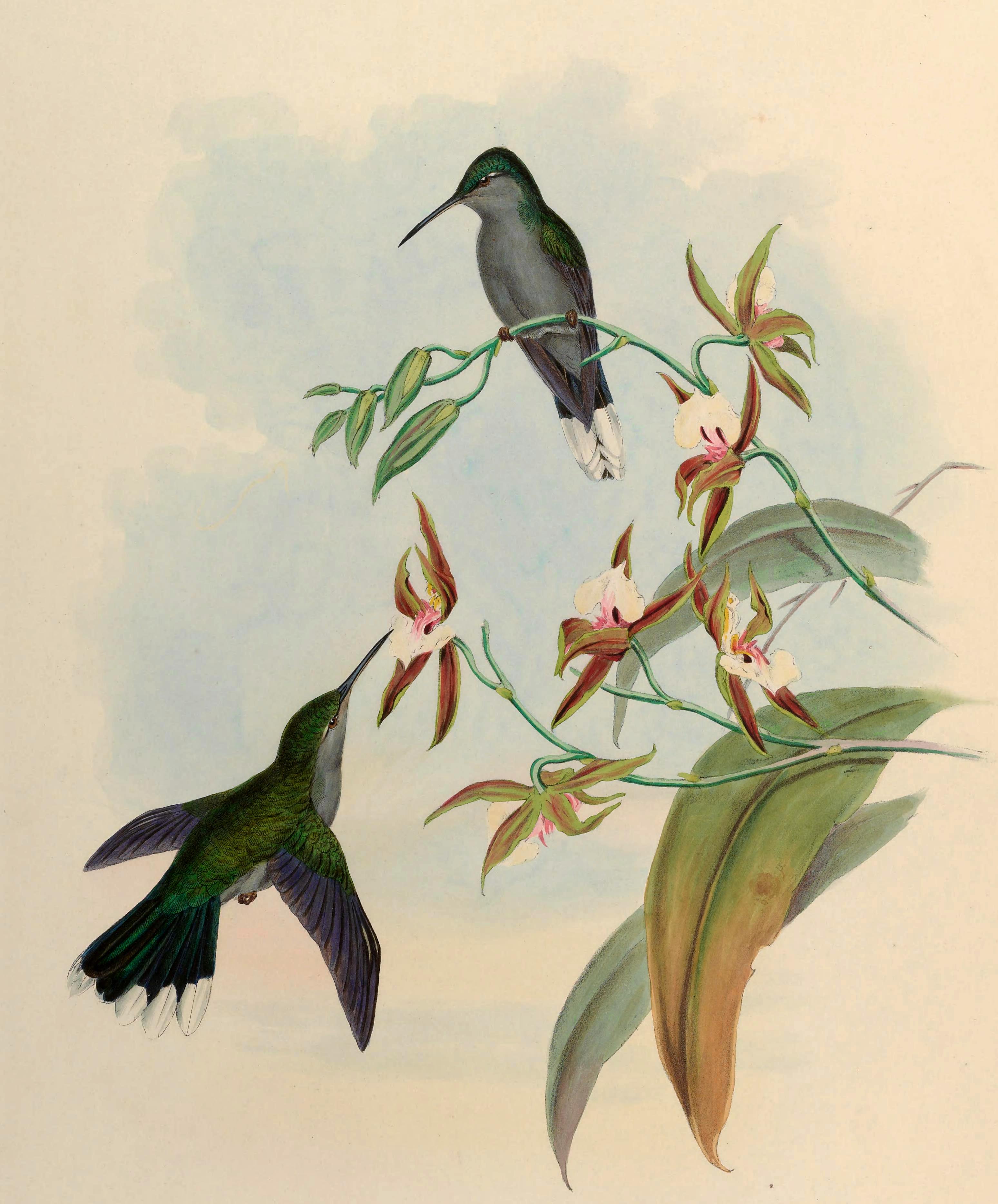
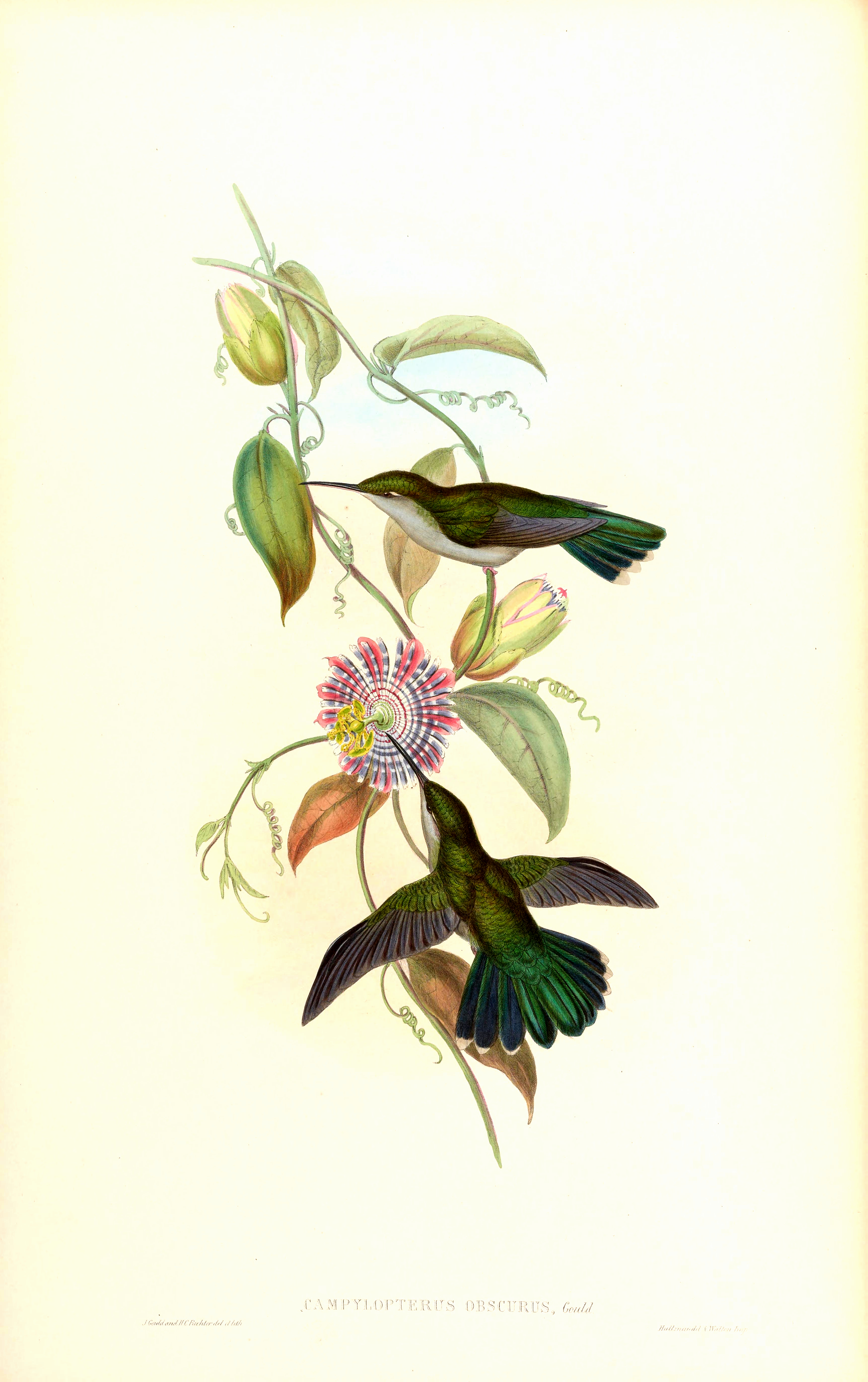